# Övestönkű pókhálósgomba
Az övestönkű pókhálósgomba (Cortinarius triumphans) a pókhálósgombafélék családjába tartozó, Eurázsiában és Észak-Amerikában elterjedt, többnyire nyírfa alatt élő, nem ehető gombafaj. 

## Megjelenése
Az övestönkű pókhálósgomba kalapja 8-15 cm széles, alakja fiatalon félgömbös, majd domborúan, idősen közel laposan kiterül; néha lapos púpja megmarad. Színe narancssárga, aranysárga, a közepén barnásabb. Felülete sugarasan szálas, nedves időben nyálkás, ragadós. Széle lefelé forduló, sokszor láthatóak rajta a burokmaradványok.
Húsa vastag, sárgásfehér vagy krémszínű. Íze és szaga nem jellegzetes, lehet keserű is. 
Sűrű lemezei foggal a tönkre nőttek. Színük fiatalon krémfehér kékes-ibolyás árnyalattal, később okkeres, a spórák érésével rozsdásan foltos. A nagyon fiatal gombák lemezeit pókhálószerű burok (kortina) védi. 
Tönkje 10-15 cm magas és 1-3 cm vastag. Alakja hengeres, néha a tövénél bunkós. Színe halványsárga. Felülete nem nyálkás, a burokmaradványok feltűnő sárga színű sávokban maradnak meg rajta, idősen a ráhulló spóráktól megbarnulnak.
Spórapora rozsdabarna. Spórája ellipszis vagy mandula alakú, sima, mérete 10-12,5 x 5,5-7 μm.

### Hasonló fajok
A mérgező fahéjbarna pókhálósgomba kalapja sötétebb, száraz. 

## Elterjedése és termőhelye
Eurázsiában és Észak-Amerikában honos. Magyarországon elterjedt, de nem gyakori. 
Savanyú, nedves talajú erdőkben, parkokban él, Többnyire nyírfa, esetleg bükkfa vagy más lombos fa alatt. Augusztustól októberig terem.  
Egyes források szerint ehető, mások mérgezőgyanúsnak tekintik. Mivel más mérgező gombákkal is összetéveszthető, fogyasztása nem javasolt.  

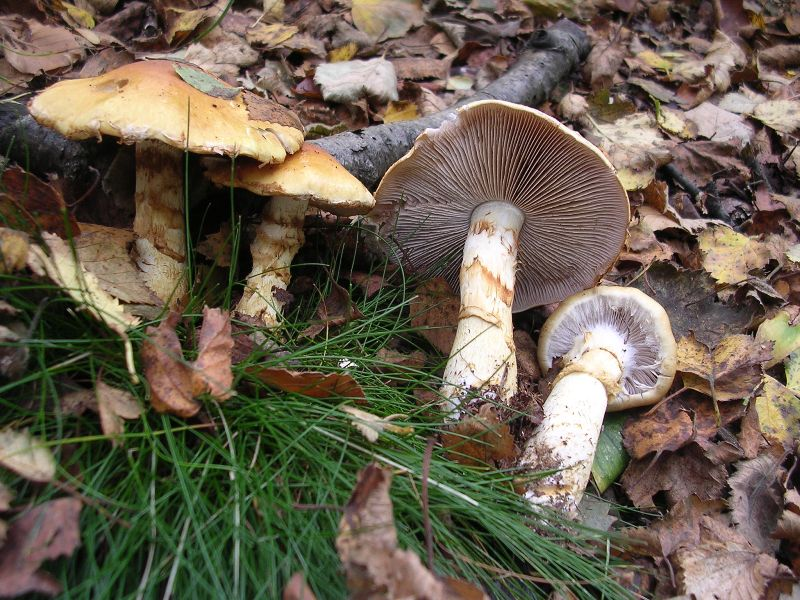
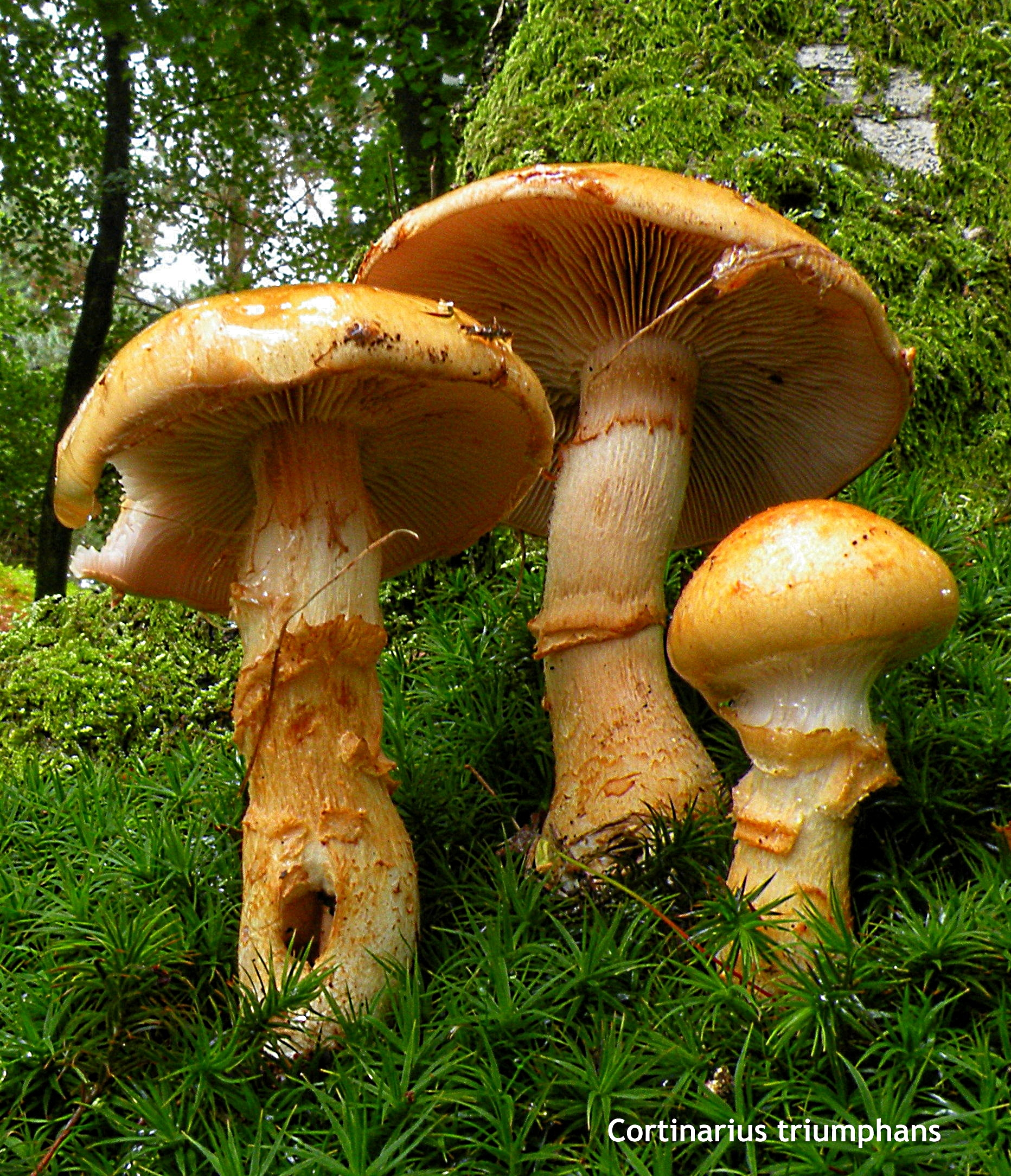
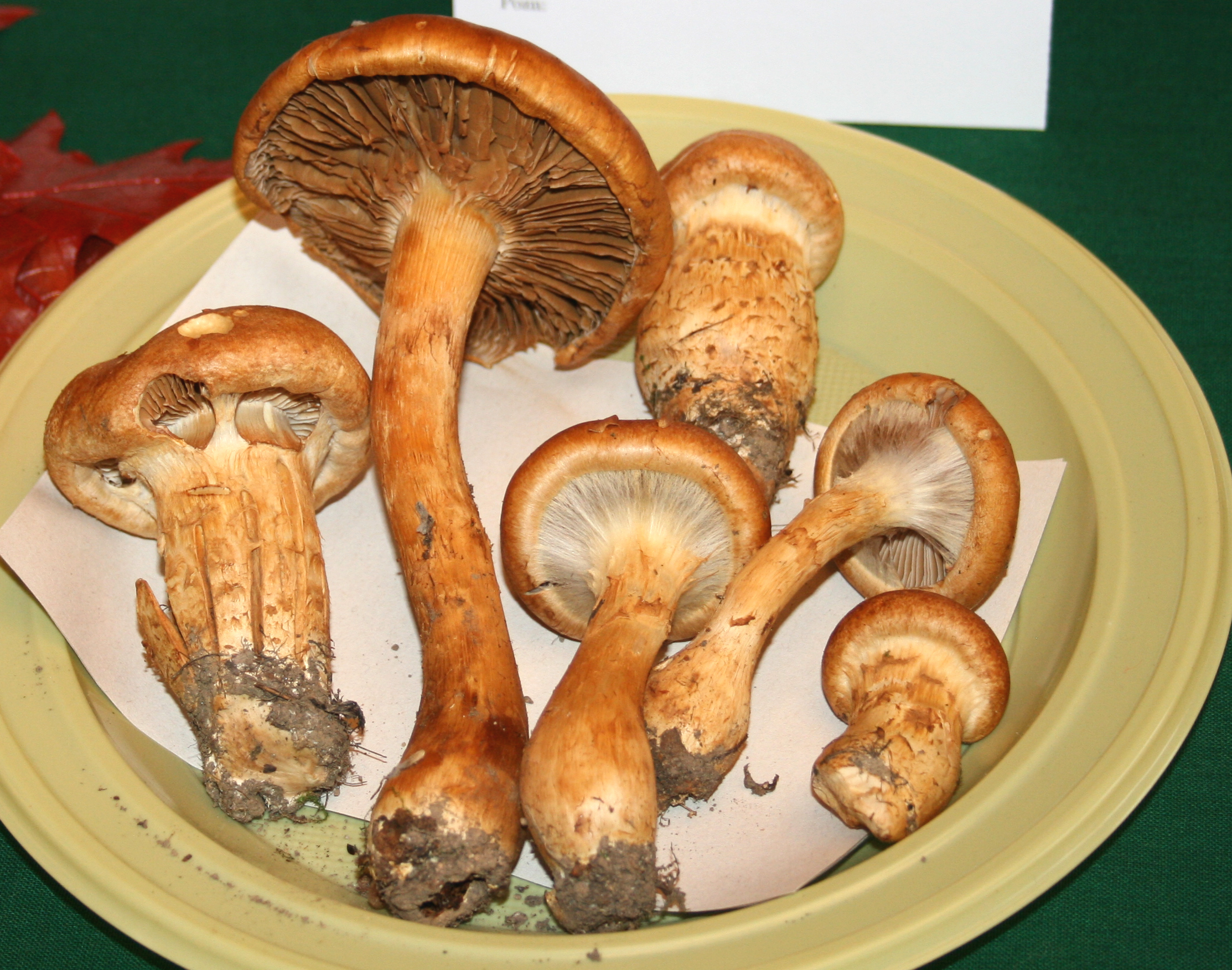
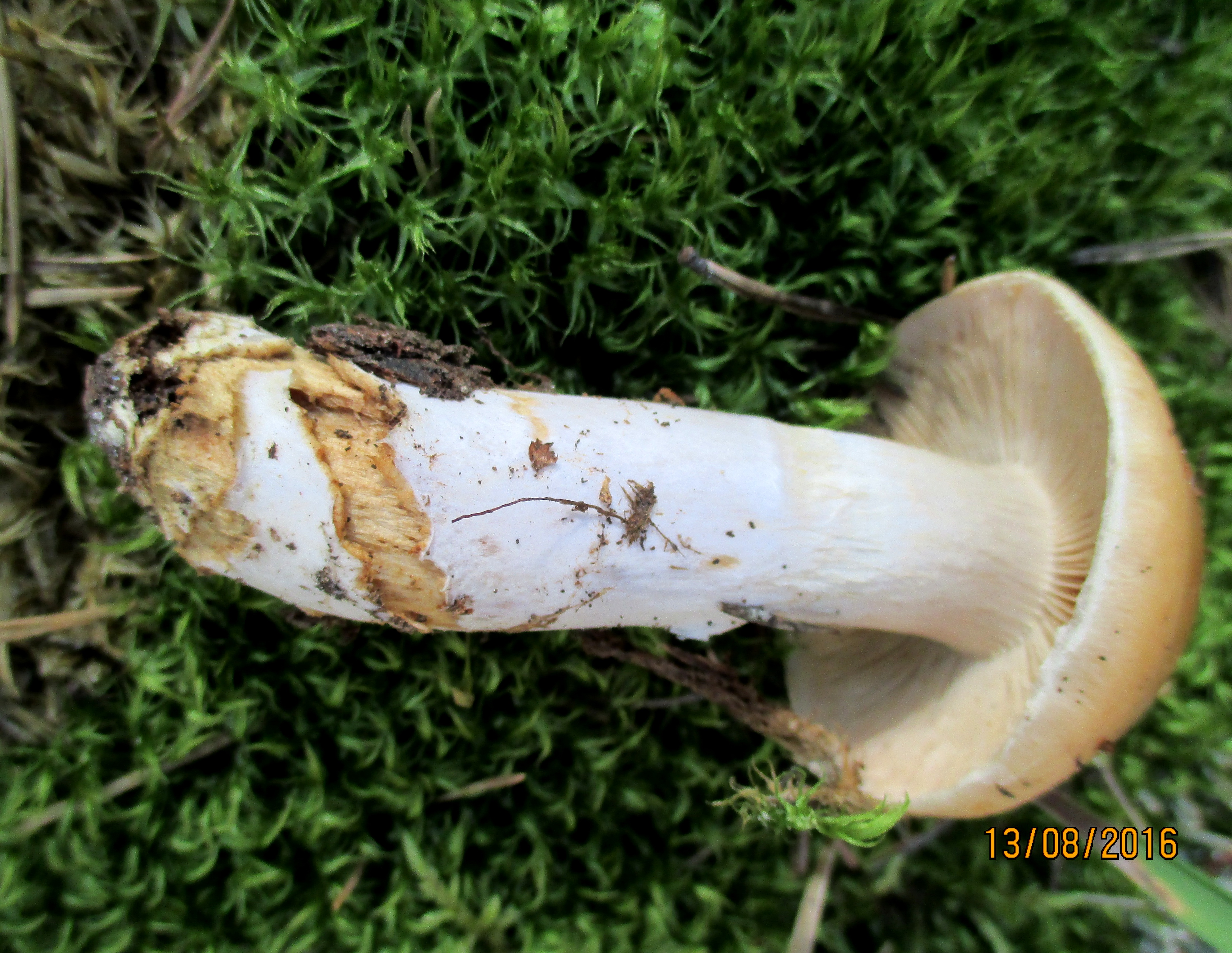